# 君が世界のはじまり
『君が世界のはじまり』（きみがせかいのはじまり）は、2020年7月31日公開の日本映画。ふくだももこ著の短編小説「えん」「ブルーハーツを聴いた夜、君とキスしてさようなら」を、ふくだの監督、向井康介の脚本により1つの作品として映画化。大阪の隅っこにある寂れゆく町に住む女子高校生とその仲間たちを巡る人間模様を描く。主演は松本穂香。PG12指定。

## 概要
ふくだももこが『すばる』に掲載した小説『えん』及び『ブルーハーツを聴いた夜、君とキスしてさようなら』を原作とし、監督は原作者のふくだ自身が務める。主演の松本穂香とふくだのタッグは2019年公開の『おいしい家族』以来となる。

## 登場人物
縁（ゆかり／えん）
演 - 松本穂香
大阪の高校2年生。琴子の幼馴染。
琴子
演 - 中田青渚
えんの高校の同級生。
成績は学年最下位で、いつも授業をサボっている。
純
演 - 片山友希
えんの高校の同級生。
母が家を出て、父のせいと父を無視する。偶然知ったブルーハーツの歌に救われる。
伊尾
演 - 金子大地
えんの高校の同級生。
父の再婚により東京から転居し、義理の母・ミナミと関係を持つ。
岡田
演 - 甲斐翔真
えんのクラスメイト。サッカー部主将で、学年の人気者。琴子に憧れる。
業平（ナリヒラ）
演 - 小室ぺい
えんの高校の同級生。
サッカー部員。
桑田
演 - 板橋駿谷
高校の数学教師。
縁の父
演 - 山中崇
ノリのいい関西の「おっちゃん」。多くの本を所有するインテリでもある。
縁の母
演 - 正木佐和
明るく朗らかな性格。
業平の父
演 - 森下能幸
妻が産後まもなく出て行き、男手一つで業平を育てる。
ミナミ
演 - 億なつき
伊尾の父親の再婚相手。
ショッピングモールの食品売り場のレジ係。義理の息子・伊尾と関係を持つ。
楓
演 - 江口のりこ
琴子の母。
スナック経営。
忠司
演 - 古舘寛治
純の父親。
口を利かず食事も手を付けない純のためにエプロン姿で食事を作り、声をかけ続ける。

## スタッフ
- 原作・監督：ふくだももこ「えん」「ブルーハーツを聴いた夜、君とキスしてさようなら」
- 脚本：向井康介
- 音楽：池永正二
- 撮影：渡邊雅紀
- 照明：林大智
- 録音：西正義
- 編集：宮島竜治
- 整音：原川慎平
- 音響効果：井上奈津子
- 美術監修：小坂健太郎
- 衣裳：宮本茉莉
- ヘアメイク：有路涼子
- スチール：木村和平
- 助監督：伊藤希紗
- 配給：バンダイナムコアーツ
- 企画制作：オフィス・シロウズ
- 製作：『君が世界のはじまり』製作委員会（バンダイナムコアーツ、アミューズ、オフィス・シロウズ）